# Laholmsbukten
Laholmsbukten (Laholmsbugten) er en svensk bugt ved Kattegat, mellem Tylösand i nord og Hovs haller i syd. Kystlinjen har en længde på omkring 50 kilometer. Bugten er lavvandet med en middeldybde på 15 meter. Store klitter skiller stranden fra det øvrige kystområde.
Langs Laholmsbukten ligger kendte badebyer som Båstad, Hemmeslövsstrand, Skummeslövsstrand og Mellbystrand, og lidt inde i landet ligger Laholm, som har givet bugten navn. Åen Lagan udmunder i bugten.
Grænsen mellem Halland og Skåne når havet mellem Båstad og Hemmeslövstrand.
Den næsten ti kilometer lange sandstrand anvendtes i fordums tid som vej, eksempelvis gik der endnu i 1930'erne bustrafik til Båstad.
Fra Europavej E6 findes flere afkørsler, som leder til strandområdet.
Laholmsbukten er også blevet kaldt et problemområde på grund af overgødskning og dermed sammenhængende alge -opblomstring. Siden 1970'erne er Iltsvind blevet konstateret i bundvandet. Årsag til miljøproblemerne menes at være for høj belastning af næringsstoffer i forhold til den ringe vanddybde, især kvælstof fra landbrug, skov og vandløb. Tiltag for at mindske tilførslen af kvælstof har frem til 2005 ikke givet tilfredsstillende resultat.